# Stefan Koubek
Stefan Koubek (Klagenfurt, 2 de Janeiro de 1977) é um ex-tenista profissional da Áustria. Koubek  jogou quinze anos no circuito profissional da ATP, quase sempre foi o número da Áustria e liderou a equipe austríaca na Copa Davis. conquistou 3 títulos da ATP na carreira e um em duplas.

## Desempenho em Torneios

### Simples

#### Finais Vencidas (3)
| Legenda                                                     |
| Grand Slam (0)                                              |
| Tennis Masters Cup ATP World Tour Finals (0)                |
| ATP Masters Series ATP World Tour Masters 1000 (0)          |
| ATP International Series Gold ATP World Tour 500 Series (0) |
| ATP International Series ATP World Tour 250 Series (3)      |

| Títulos por superfície |
| Dura (2)               |
| Grama (0)              |
| Saibro (1)             |
| Carpete (0)            |

| Nr. | Data                    | Torneio           | Superfície | Adversário na Final | Resultado     |
| 1.  | 26 de Abril de 1999     | Atlanta, EUA      | Saibro     | Sébastien Grosjean  | 6–1, 6–2      |
| 2.  | 28 de Fevereiro de 2000 | Delray Beach, EUA | Dura       | Álex Calatrava      | 6–1, 4–6, 6–4 |
| 3.  | 30 de Dezembro de 2002  | Doha, Qatar       | Dura       | Jan-Michael Gambill | 6–4, 6–4      |

#### Finais Perdidas (3)
| Nr. | Data                   | Torneio                  | Superfície | Adversário na Final | Resultado     |
| 1.  | 13 de Setembro de 1999 | Bournemouth, Reino Unido | Saibro     | Adrian Voinea       | 1–6, 7–5, 7–6 |
| 2.  | 30 de Janeiro de 2006  | Zagreb, Croácia          | Carpete    | Ivan Ljubičić       | 6–3, 6–4      |
| 3.  | 1 de Janeiro de 2007   | Chennai, Índia           | Dura       | Xavier Malisse      | 6–1, 6–3      |

### Duplas

#### Finais Vencidas (1)
| Legenda                                                     |
| Grand Slam (0)                                              |
| Tennis Masters Cup ATP World Tour Finals (0)                |
| ATP Masters Series ATP World Tour Masters 1000 (0)          |
| ATP International Series Gold ATP World Tour 500 Series (1) |
| ATP International Series ATP World Tour 250 Series (0)      |

| Títulos por superfície |
| Dura (0)               |
| Grama (0)              |
| Saibro (1)             |
| Carpete (0)            |

| Nr. | Data                | Torneio            | Superfície | Parceiro              | Adversários na Final    | Resultado     |
| 1.  | 24 de Julho de 2006 | Kitzbühel, Áustria | Saibro     | Philipp Kohlschreiber | Oliver Marach Cyril Suk | 6–1, 4–6, 6–4 |

#### Finais Perdidas (1)
| Nr. | Data                  | Torneio     | Superfície | Parceiro     | Adversários na Final  | Resultado |
| 1.  | 11 de Janeiro de 2004 | Doha, Qatar | Dura       | Andy Roddick | Martin Damm Cyril Suk | 6–2, 6–4  |